# تانيا ريموند
تانيا ريموند (بالإنجليزية: Tania Raymonde)‏ (ولدت تانيا ريموند هيلين كاتز ، 22 مارس 1988) ممثلة أميركية بدأت مسيرتها الفنية في مجموعة من أشهر المسلسلات الأمريكية في شخصية سينثيا ساندرز في المسلسل التلفزيوني مالكوم في الوسط(2000)، أما أشهر أدوار كان في مسلسل Lost والذي أعاد تعريفها على الجمهور مرة آخرى. تقوم تانيا أيضًا بجانب التمثيل، بالكتابة الإنتاج والإخراج أحيانًا، وهذا ما فعلته في الفيلم القصير Cell Division والذي ترشح وفاز بمجموعة من الجوائز في مهرجانات سينمائية متعددة.

## روابط خارجية
- تانيا ريموند على موقع IMDb (الإنجليزية)
- تانيا ريموند على موقع ميتاكريتيك (الإنجليزية)
- تانيا ريموند على موقع روتن توميتوز (الإنجليزية)
- تانيا ريموند على موقع قاعدة بيانات الأفلام العربية
- تانيا ريموند على موقع ألو سيني (الفرنسية)
- تانيا ريموند على موقع تيرنر كلاسيك موفيز (الإنجليزية)
- تانيا ريموند على موقع أول موفي (الإنجليزية)
- تانيا ريموند على موقع قاعدة بيانات الأفلام السويدية (السويدية)
- تانيا ريموند على موقع إن إن دي بي (الإنجليزية)
- تانيا ريموند على موقع قاعدة بيانات الفيلم (الإنجليزية)
- تانيا ريموند على إنستغرام